# Xyris tuberosa
Xyris tuberosa är en gräsväxtart som beskrevs av Henry Nicholas Ridley. Xyris tuberosa ingår i släktet Xyris och familjen Xyridaceae. Inga underarter finns listade i Catalogue of Life.